# Монтефалчоне
Монтефалчо̀не (на италиански: Montefalcione; на неаполитански: Mundefaucion, Мундъфаучонъ) е малко градче и община в Южна Италия, провинция Авелино, регион Кампания. Разположено е на 523 m надморска височина. Населението на общината е 3461 души (към 2010 г.).